# Rede Virtual de Bibliotecas
A Rede Virtual de Bibliotecas - RVBI é uma rede cooperativa de bibliotecas, situada no Distrito Federal (Brasil), coordenada pela Biblioteca do Senado Federal, que, no ano de 2025, agrega recursos bibliográficos, materiais e humanos de doze bibliotecas da administração pública Federal e do Governo do Distrito Federal, dos poderes legislativo, executivo e judiciário, com o objetivo de atender às demandas de informação bibliográfica do poder legislativo e dos órgãos mantenedores das bibliotecas cooperantes.

## Catálogo online da RVBI
O acervo registrado no catálogo bibliográfico da RVBI tem como prioridade temática a área das Ciências Humanas e Sociais, com ênfase em Direito. Cada uma das biblioteca da Rede possui uma base de dados administrativos com os dados particulares da sua coleção de itens bibliográficos, dos seus usuários, de fornecedores etc.
Essas bases, por sua vez, compõem-se de vários registros interrelacionados e organizados de forma a atender às necessidades de informação dos usuários e a promover o intercâmbio e a interação dessas informações.

## Histórico
A Rede Virtual de Bibliotecas - RVBI é a atual denominação da Rede SABI (Subsistema de Administração de Bibliotecas), originária das bases de dados de livros e periódicos criadas pelo Prodasen e pela Biblioteca do Senado, na década de 1970. A alimentação cooperativa da base de dados começou em 1975, após a adesão da Biblioteca Técnica do Prodasen e da Biblioteca do Estado Maior da Armada (EMA). Durante seus 47 anos de funcionamento, a RVBI acompanhou as inovações tecnológicas para possibilitar a compatibilidade com outras redes e Sistema de informação fazendo uso de normas internacionais relacionadas com bibliotecas, entre elas o formato MARC21.
Em novembro de 1999 foi implantado o sistema Aleph, ILS que adota formato internacional de intercâmbio bibliográfico, quando passou a ser chamada de  Rede Virtual de Bibliotecas - Congresso Nacional - RVBI.
A partir de janeiro de 2025, o FOLIO e o EDS são as soluções de informática utilizadas na gestão das bibliotecas da RVBI.
O catálogo coletivo da RVBI pode ser acessado a partir da seguinte URL

## Acervo da RVBI em números
Em junho de 2025, o catálogo bibliográfico coletivo das bibliotecas da RVBI possuía um pouco mais de 1.186.410 (um milhão, cento e oitenta e seis mil e quatrocentos e dez) registros bibliográficos e mais de 1.636.000 (ver tabela abaixo) itens registrados nos acervos locais.
Com a cooperação bibliotecária da RVBI é possível a racionalização de serviços. A catalogação cooperativa de Artigo de periódico científico entre as 11 bibliotecas participantes é uma das grandes vantagens dessa cooperação. Em fevereiro de 2023, eram indexados 335 títulos de periódicos, dos quais 301 são publicados no Brasil. Entre os indexados, 247 títulos da área jurídica alimentam a Bibliografia Brasileira de Direito (BBD).
Em 2022, foram catalogados 10.367 novos artigos de periódico no catálogo coletivo da RVBI. Do total, 6.844 possuem link para o acesso (livre ou restrito) ao texto integral do documento na Internet.
| Tipo de suporte        | julho 2024 |
| bases de dados         | 131        |
| CD de áudio            | 206        |
| CD-ROM                 | 5.260      |
| disco de vinil         | 6          |
| disquete               | 120        |
| DVD                    | 2.443      |
| fascículo de periódico | 819.328    |
| fita cassete           | 6          |
| folheto                | 45.382     |
| livro                  | 772.403    |
| mapa                   | 833        |
| material gráfico       | 80         |
| microforma             | 721        |
| vídeo                  | 99         |
| total                  | 1.647.023  |

## Bibliotecas cooperantes atuais
- Biblioteca da Advocacia-Geral da União
- Biblioteca da Câmara dos Deputados
- Biblioteca da Câmara Legislativa do Distrito Federal
- Biblioteca do Conselho da Justiça Federal
- Biblioteca do Ministério da Justiça
- Biblioteca do Senado Federal
- Biblioteca do Superior Tribunal de Justiça
- Biblioteca do Superior Tribunal Militar
- Biblioteca do Supremo Tribunal Federal
- Biblioteca do Tribunal de Justiça do Distrito Federal e dos Territórios
- Biblioteca do Tribunal Superior do Trabalho

## Bibliotecas cooperantes que deixaram a RVBI
- Biblioteca da Companhia do Desenvolvimento do Planalto Central (Codeplan)[4]
- Biblioteca do Estado-Maior da Armada (EMA)[4]
- Biblioteca do Ministério do Bem-Estar Social (MBES)[4]
- Biblioteca do Ministério do Trabalho e Emprego
- Biblioteca da Procuradoria-Geral da República
- Biblioteca do Tribunal de Contas da União
- Biblioteca do Tribunal de Contas do Distrito Federal